# 村田由香里
村田 由香里（むらた ゆかり、1981年10月9日 - ）は、日本の元新体操選手。現在は日本体育大学体育学部体育学科准教授。

## 経歴
兵庫県宝塚市出身。兵庫県立宝塚北高等学校 、東京女子体育大学卒業。東京女子体育大学研究生、日本体育大学大学院修士課程修了。 宝塚サニー新体操クラブ出身。家族は両親と兄2人。母はバドミントン、兄はサッカーをやっていた。
近くの公民館で友達と一緒に4歳からバレエを習う。その後、小学校1年のときにたまたま体育館で新体操をしているところを見かけて興味を持ち、そこにいたクラブの先生に誘われて新体操を始める。1998年、インターハイ優勝。1997年、1999年四大陸選手権優勝。1998年アジア大会 （バンコク）個人総合4位入賞。
2000年シドニーオリンピックには団体競技の一員として出場。見事5位入賞を果たし、2002年アジア大会 （釜山）では個人総合で銀メダルを獲得。2004年アテネオリンピックには念願の個人競技選手として出場。最大限の力を発揮し個人総合18位。2006年、全日本選手権で6連覇 （彼女のコーチでもあり、大学の先輩でもある秋山エリカと並ぶ）を達成。アジア大会（ドーハ）では、団体で銀メダル、個人総合では前回に続いての銀メダルを獲得した。
ピボットを中心とした難度技が得意で、ミスが少なかった。高校時代から日本代表として活躍してきた選手。ライバルでもあった松永里絵子とは親友でもある。
名実共に日本のエースだった。しかし、世界のトップとの差は大きく、国際大会で好成績を残すことができなかった。
2007年、世界選手権に出場も個人総合で30位となり、2008年北京オリンピックの代表枠を確保することができなかった（日本は国際体操連盟からの推薦からも漏れたため、1984年ロサンゼルスオリンピックからの連続出場がストップした。ただし、団体はオリンピック出場権を獲得している）。同年11月開催の全日本新体操選手権個人総合で史上初の大会7連覇に挑んだが、ライバル・横地愛や若手の日高舞に敗れ、3位で連覇を逃すも種目別ではクラブとリボンの2種目で優勝。この大会をもって現役を引退した。その後日本体育大学大学院へ進み幅広い領域の体育科学（スポーツ科学など）を学び修士課程を修了。
彼女は引き続き指導者を目指していて、その結果ロシアへ留学という選択をした。日本オリンピック委員会のスポーツ指導者海外研修員に推薦され、2年間ロシアのコーチング・技術などを学んでいる。留学に際し、「ロシアで学んだことを伝える懸け橋になりたい」とコメントした。
2011年から日本体育大学の教員となり、現在は保健医療学部救急医療学科助教を務め、身体表現系運動学群の研究を行う傍ら、新体操サークルを創部（名称：新体操クラブ）し、後身の指導にあたっている。2013年インカレ団体戦では第7位入賞2017年準優勝の結果を残している。また日本体操協会新体操ナショナル個人競技強化部長として新体操日本代表チームの強化育成にも携わった。2021年山崎浩子任期満了によりオリンピック強化委員会新体操強化本部長に就任した。

## 主な試合結果
- 2003年、世界選手権大会 日本代表（個人総合16位）。
- 2004年、アテネオリンピック 日本代表（個人総合18位）。
- 2005年、世界選手権大会 日本代表（個人総合15位）。
- 2007年、世界選手権大会 日本代表（個人総合30位）。